# فيصل آباد
فَيصَل آبَاد (بالأردية وبالبنجابية: فيصل آباد)، هي مدينة تقع في إقليم البنجاب بجمهورية باكستان الإسلامية، فيصل آباد هي ثالث أكبر مدن باكستان حيث يسكنها ما يقارب 3.2 مليون نسمة حسب إحصاء عام 2017 ويسكن منطقة فيصل آباد الكبرى 7.8 مليون نسمة (عام 2017) وتقع المدينة غرب لاهور وتعد مركزاً صناعياً بالنسبة لوادي البنجاب، تحد المدينة من الشمال غوجرانوالا وشيخوبورا، ومن الشرق ساهيوال، ومن الجنوب توبا تيك سينغ، ومن الغرب جهنغ. ومساحتها نحو 59 كم٢ بينما تبلغ مساحة منطقة فيصل آباد الإدارية الكبرى نحو 5856 كم٢. بينما تبلغ المساحة التي تديرها هيئة تنمية فيصل آباد (FDA) نحو 1280 كم٢.
تأسست المدينة على يد نائب حاكم البنجاب البريطاني السابق تشارلز جيمس ليال الذي أطلق عليها اسم ليالبور عام 1880 وأعيد تسميتها بـ«فيصل آباد» تكريماً للعاهل السعودي الراحل الملك فيصل بن عبد العزيز آل سعود في السبعينات الميلادية، وتعرف المدينة الآن بمانشستر الباكستانية لنشاطها الصناعي.
تعاني المدينة حاليا من انقطاع وتردي في توزع الطاقة الكهربائية مما أدى لهجرة الكثير من المصانع والمعامل إلى بنغلادش الدولة المجاورة.

## المناخ
يظهر الجدول التالي التغييرات المناخية على مدار السنة لفيصل آباد:
| البيانات المناخية لـفيصل آباد     | البيانات المناخية لـفيصل آباد | البيانات المناخية لـفيصل آباد | البيانات المناخية لـفيصل آباد | البيانات المناخية لـفيصل آباد | البيانات المناخية لـفيصل آباد | البيانات المناخية لـفيصل آباد | البيانات المناخية لـفيصل آباد | البيانات المناخية لـفيصل آباد | البيانات المناخية لـفيصل آباد | البيانات المناخية لـفيصل آباد | البيانات المناخية لـفيصل آباد | البيانات المناخية لـفيصل آباد | البيانات المناخية لـفيصل آباد |
| الشهر                             | يناير                         | فبراير                        | مارس                          | أبريل                         | مايو                          | يونيو                         | يوليو                         | أغسطس                         | سبتمبر                        | أكتوبر                        | نوفمبر                        | ديسمبر                        | المعدل السنوي                 |
| --------------------------------- | ----------------------------- | ----------------------------- | ----------------------------- | ----------------------------- | ----------------------------- | ----------------------------- | ----------------------------- | ----------------------------- | ----------------------------- | ----------------------------- | ----------------------------- | ----------------------------- | ----------------------------- |
| الدرجة القصوى °م (°ف)             | 26.6 (79.9)                   | 30.8 (87.4)                   | 37 (99)                       | 44 (111)                      | 47.5 (117.5)                  | 48 (118)                      | 46.1 (115.0)                  | 42 (108)                      | 41.1 (106.0)                  | 40 (104)                      | 36.1 (97.0)                   | 29.2 (84.6)                   | 48 (118)                      |
| متوسط درجة الحرارة الكبرى °م (°ف) | 19.4 (66.9)                   | 22.2 (72.0)                   | 27.4 (81.3)                   | 34.2 (93.6)                   | 39.7 (103.5)                  | 41.0 (105.8)                  | 37.7 (99.9)                   | 36.5 (97.7)                   | 36.6 (97.9)                   | 33.9 (93.0)                   | 28.2 (82.8)                   | 22.1 (71.8)                   | 31.6 (88.9)                   |
| متوسط درجة الحرارة الصغرى °م (°ف) | 4.8 (40.6)                    | 7.6 (45.7)                    | 12.6 (54.7)                   | 18.3 (64.9)                   | 24.1 (75.4)                   | 27.6 (81.7)                   | 27.9 (82.2)                   | 27.2 (81.0)                   | 24.5 (76.1)                   | 17.7 (63.9)                   | 10.4 (50.7)                   | 6.1 (43.0)                    | 17.4 (63.3)                   |
| أدنى درجة حرارة °م (°ف)           | −2.9 (26.8)                   | −1.4 (29.5)                   | 1 (34)                        | 7 (45)                        | 13 (55)                       | 17 (63)                       | 19 (66)                       | 18.6 (65.5)                   | 15.6 (60.1)                   | 9 (48)                        | 2 (36)                        | −1.3 (29.7)                   | −4 (25)                       |
| الهطول مم (إنش)                   | 31.5 (1.24)                   | 41.3 (1.63)                   | 49.1 (1.93)                   | 43 (1.7)                      | 24 (0.9)                      | 103 (4.1)                     | 202.4 (7.97)                  | 190.6 (7.50)                  | 100.3 (3.95)                  | 9.8 (0.39)                    | 2.6 (0.10)                    | 20.4 (0.80)                   | 743 (29.3)                    |
| المصدر:                           |                               |                               |                               |                               |                               |                               |                               |                               |                               |                               |                               |                               |                               |

## توأمة
لفيصل آباد اتفاقيات توأمة مع كل من:
- كوبه (2000 -)
- مانشستر

## أعلام
- نصرت فتح علي خان
- محمد إسحاق المدني
- راحت فتح علي خان
- سعيد أجمل
- بريثفيراج كابور
- ضياء محي الدين

## وصلات خارجية
- الموقع الرسمي نسخة محفوظة 13 أغسطس 2006 على موقع واي باك مشين. (إنجلزي).
- نبذة عن مدينة فيصل آباد (عربي).